# Боу (долина)

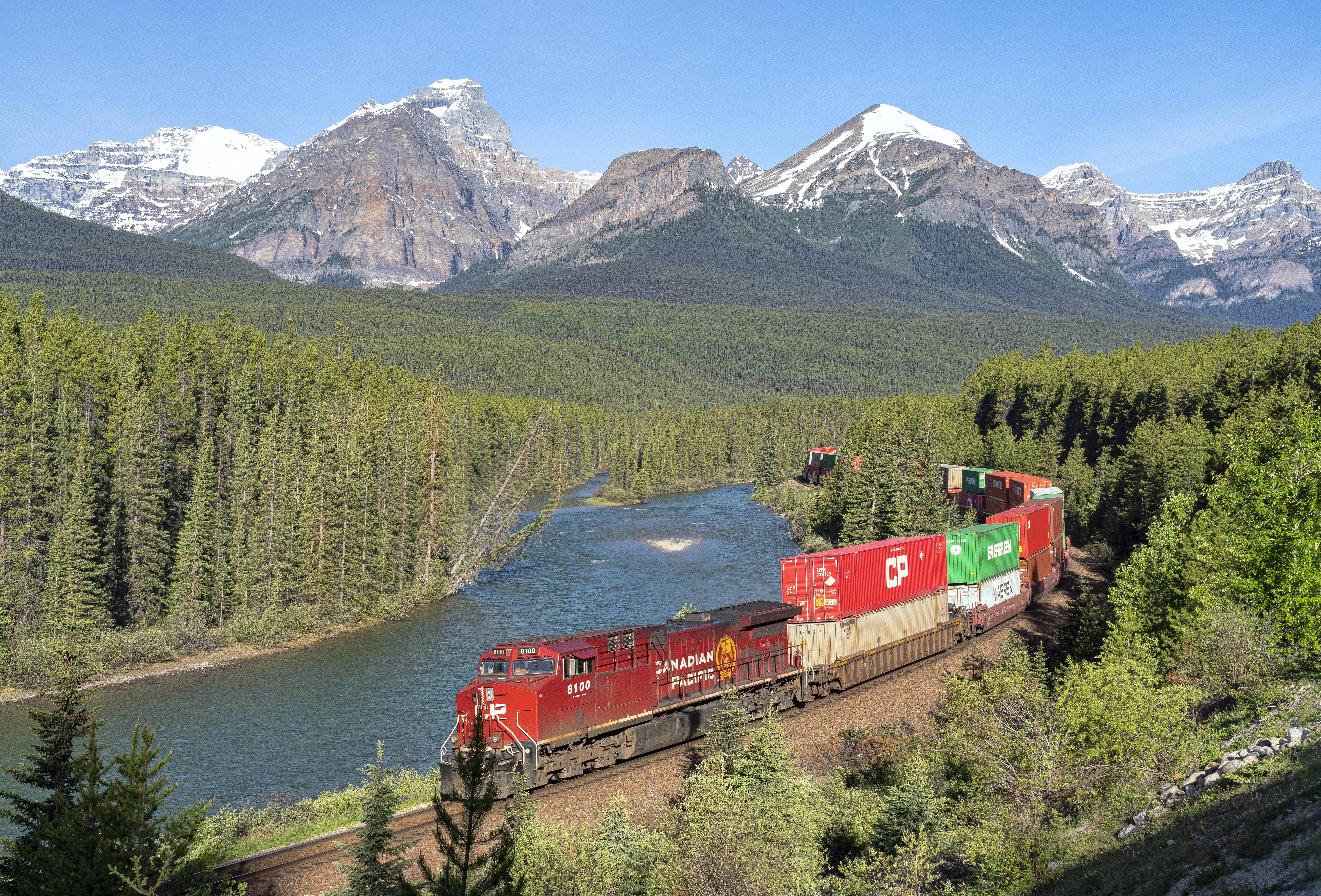
Вид з кривої Моранта в національному парку Банф

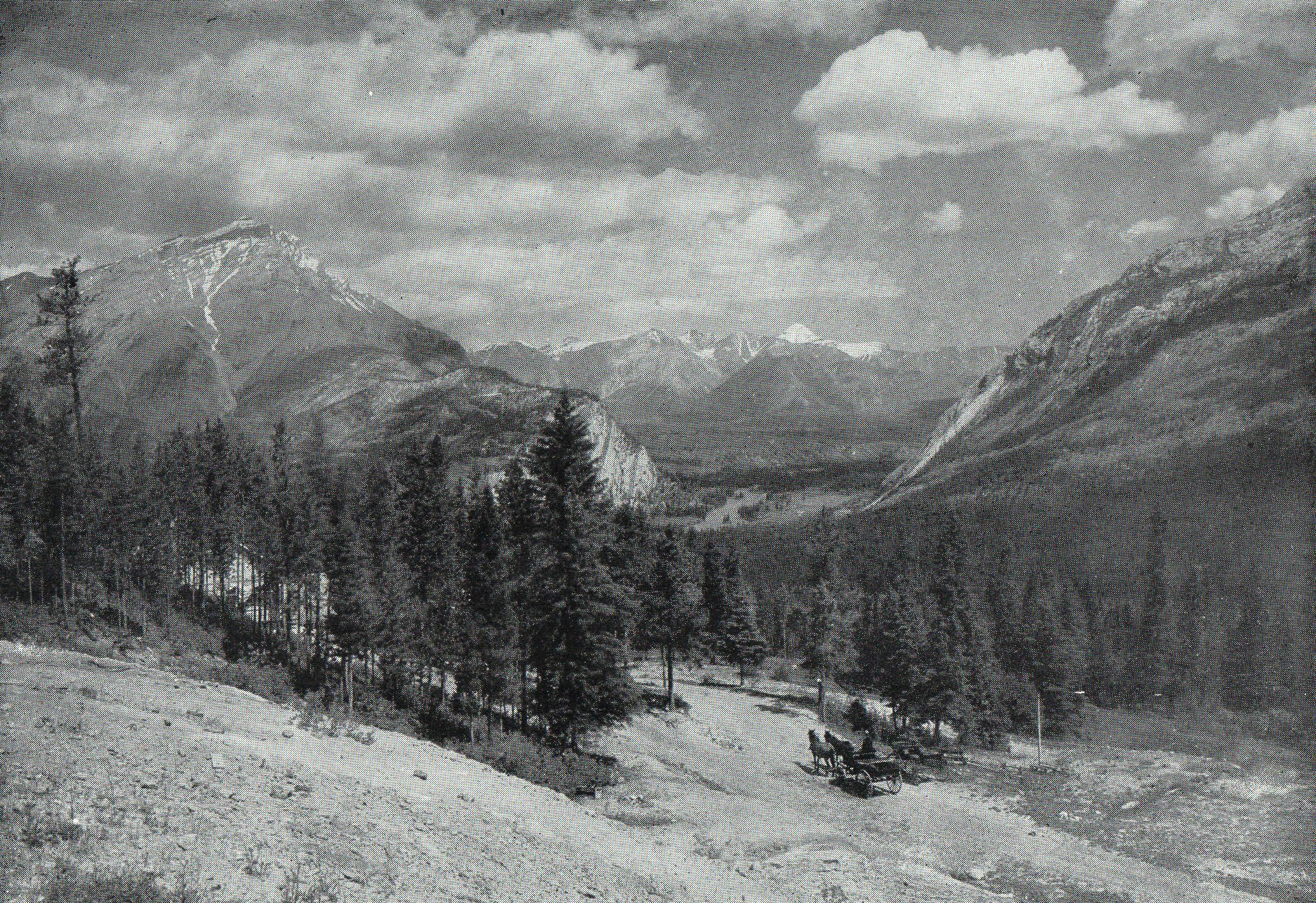
Вид з Канадської тихоокеанської залізниці, 1914 рік

Долина Боу — долина, розташована вздовж верхів'я річки Боу в Альберті, Канада.
Назва «Боу» відноситься до очерету, який ріс уздовж його берегів і використовувався місцевими жителями перших націй для виготовлення луків. Річка мовою чорноногих називається Makhabn, що означає «річка, де ростуть бур’яни».

## Спільнота

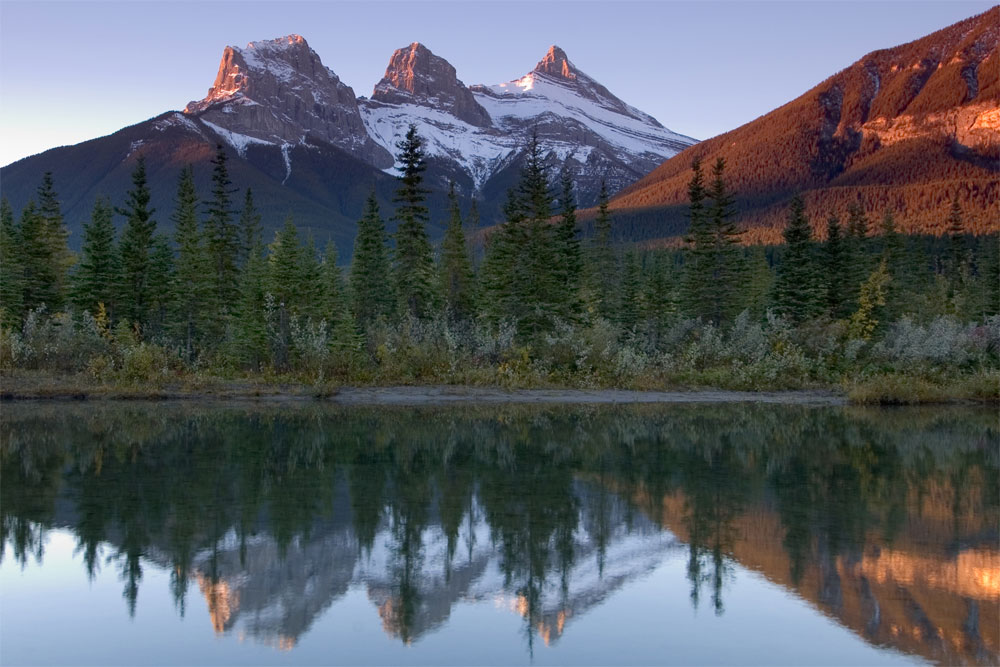
Хребет трьох сестер над долиною Боу

У долині Боу є кілька населених пунктів, зокрема Банф, Кенмор, Кананаскіс, а також села Дедменз Флетс, Ексшо, Гарві-Гайтс, Лак-де-Арк і Лейк-Луїза. Місцеві жителі відрізняються культурним розмаїттям, тенденції імміграції зростають з початку 2000-х років.

## Парки
Провінційний парк Боу-Веллі (частина системи заміських парків Кананаскіс) був заснований на схід від Канадських Скелястих гір у дузі долини, тоді як верхня течія річки Боу протікає через національний парк Банф. Провінційний парк Північний центр Canmore розташований між Національним парком Банф і Канмором у долині річки Боу.
Численні інші зони відпочинку всіяні долиною. Провінційні зони відпочинку створені в трьох сестрах, озері Геп, горі Грот, озері Арк, хребті серця, горі серця, водоймі привидів та інших місцях.

## Озера
Багато озер, льодовикових і штучних, знаходяться в долині Боу:
- Озеро Боу
- Озеро Луїза
- Озеро Гап
- Озеро Арк
- Озеро-привид